# Ủy ban Liên Hợp Quốc về Nhân quyền
Ủy ban Liên Hợp Quốc về  Nhân quyền (UNCHR) là một ủy ban chức năng trong khuôn khổ chung của Liên Hợp Quốc từ năm 1946 cho đến khi được thay thế bởi Hội đồng Nhân quyền Liên Hợp Quốc năm 2006. Đây là một chi nhánh của Hội đồng Kinh tế và Xã hội Liên Hiệp Quốc (ECOSOC), và cũng được Văn phòng Cao ủy Liên Hợp Quốc về Nhân quyền (UNOHCHR) hỗ trợ. Đó là cơ chế chính của Liên Hiệp Quốc và diễn đàn quốc tế liên quan đến việc thúc đẩy và bảo vệ quyền con người.
Vào ngày 15 tháng 3 năm 2006, Đại hội đồng Liên Hợp Quốc đã bỏ phiếu với số đông đa số để thay thế UNCHR bằng Hội đồng Nhân quyền LHQ.